# 스파이스 월드 (영화)
《스파이스 월드》(영어: Spice World)는 1997년 영국, 미국에서 제작한 스파이스 걸스 주연의 뮤지컬 코미디 영화이다.

## 등장 인물
- 스파이스 걸스
  - 게리 할리웰
  - 멜러니 C
  - 빅토리아 베컴
  - 멜러니 B
  - 엠마 번튼
- 리차드 E 그랜트
- 미트 로프
- 알란 커밍
- 모리 나오코
- 로저 무어
- 클레어 러시브룩
- 리차드 부리어스
- 케빈 알렌
- 제이슨 플레밍
- 배리 험프리스
- 크레그 켈리
- 마크 매키니
- 리차드 오브라이언

### 카메오
- 조나단 로스
- 엘비스 코스텔로
- 엘튼 존
- 밥 겔도프
- 밥 홉킨스
- 제니퍼 사운더즈
- 휴 로리
- 스티븐 프라이

## 스탭
- 제작 총지휘 : 사이먼 풀러
- 제작 : 울리 프러치만
바너비 톰슨
- 감독 : 밥 사피어스
- 극본 : 킴 풀러, 제이미 커티스
- 원안 : 스파이스 걸스, 킴 풀러
- 촬영 : 클리브 티크너
- 미술 : 그렌빌 호너
- 음악 : 폴 하드캐슬
- 의상 : 케이트 카린

## 사운드 트랙
- "Too Much" (오프닝 타이틀)
- "Do It"
- "Say You'll Be There" (콘서트 버전)
- "Mama"
- "Denying"
- "Saturday Night Divas"
- "Stop"
- "2 Become 1"
- "Leader of the Gang"
- "Never Give Up on the Good Times"
- "Sound Off"
- "My Boy Lollipop" – Millie Small
- "Viva Forever"
- "Wannabe" (데모 버전)
- "Who Do You Think You Are" (Morales Club Mix)
- "Spice Up Your Life"
- "The Lady is a Vamp" (클로징 타이틀)

## 박스오피스
미국에서는 슈퍼볼 기간 (1998년 1월 25일) 1,052만7,222 달러를 벌어들으며, 첫 주말 박스 오피스를 1위를 기록했다. 전 세계에서는 총 7,700만 달러의 흥행 수익을 기록했다. 하지만 상업적 대성공에도 불구하고 영화는 평론가들의 혹평을 받으며, "최악의 여우주연상" 등을 수상하는 등 1999년 골든 라즈베리상 7개부분 후보에 지명되었다.

## 참조
1. 1 2  Entertainment Weekly. Benjamin Svetkey. Pag. 2 Cover Story: Tour Divorce? 보관됨 2013-10-12 - 웨이백 머신. 17 July 1998. Retrieved 24 January 2009.
2. ↑  Opening weekend box office sales in the US[깨진 링크(과거 내용 찾기)]. The Internet Movie Database. Retrieved 25 June 2006.
3. ↑  IMDb. Spiceworld: The Movie box office. Internet Movie Database. Retrieved 1 July 2008.